# Humillados y ofendidos (telenovela)
Humillados y ofendidos es una telenovela mexicana producida por Valentín Pimstein para la cadena Televisa en 1977. Adaptación libre por parte de Carmen Daniels de la novela homónima del célebre escritor ruso Fiódor Dostoyevski. La telenovela fue protagonziada por Juan Peláez y Sylvia Pasquel.

## Sinopsis
Jorge (Juan Peláez), declara su amor a Inés (Silvia Pasquel), antes de marcharse a la capital para tratar de ser escritor. Ahí se enfrentra a una dura lucha y siente que no debe hacer esperar a Inés; ella, creyendo que ha dejado de quererla, se siente atraída por Alejandro Correa (Leonardo Daniel), quien ha encontrado en la familia de Don Nicolás de la Peña (Rafael Banquells), el hogar que nunca tuvo. Nicolás de la Peña es un hombre honesto, abierto a lo positivo y tiene como administrador a Pedro Correa (Guillermo Murray), un hombre al que la región no le tiene confianza y que es padre de Alejandro. Inés se enamora de Alejandro sin darse cuenta de que se trata de un joven inmaduro y egoísta dominado por su padre, quien ya ha abusado de la confianza de Don Nicolás, aparentando que su patrón es el responsable. Inés comprende que su amor por Alejandro la hará desdichada. Al volver Jorge, Inés le confiesa este amor y la oposición de su padre que no puede concebir que su hija quiera al hijo del hombre que lo ha arruinado y acusado de ladrón. Jorge sufre, pero se esfuerza por ayudar a Inés, quien ya ha encontrado trabajo. Jorge vive en un modesto departamento y encuentra en la nieta de un misterioso anciano a la que maltrata y explota una mujer que vende objetos robados. Jorge la saca de ese ambiente y se crea una hermosa amistad entre los dos. Correa no aprueba que su hijo se case con Inés, ya que quiere casarlo con Isabel (María Medina), una chica que ha heredado una fortuna. Entretanto, Jorge ha encargado la defensa de Don Nicolás a Víctor Pineda (Gregorio Casal), un abogado corrupto que se deja sobornar por Correa y Jorge se da cuenta de que su amiguita es hija de Pineda, quien había arruinado a su abuelo. Días después la niña muere y deja a Jorge, dentro de una cajita de música, documentos que comprueban la culpabilidad de Correa. Don Nicolás, a su vez, perdona a Inés y Alejandro escoge a Isabel. Inés espera un hijo; pero, no queriendo retener a aquel, le hace creer que es de Jorge, quien pide a Inés que se case con él, aunque comprende que tiene que esperar a que ésta olvide su amor por Alejandro.

## Elenco
- Juan Peláez - Jorge
- Sylvia Pasquel - Inés de la Peña
- Rafael Banquells - Don Nicolás
- Pituka de Foronda - Ana
- Gregorio Casal - Víctor Pineda
- Guillermo Murray - Pedro Correa
- Sonia Furió - Teresa
- July Furlong - Nelly
- María Medina - Isabel
- Arturo Benavides - Lic. Pallares
- Javier Ruán - Antonio Gámez
- Leonardo Daniel - Alejandro Correa
- Pedro Damián
- Beatriz Moreno
- Elvira Monsell